# پال مانتی
پال مانتی (انگلیسی: Paul Mantee؛ ۹ ژانویهٔ ۱۹۳۱ – ۷ نوامبر ۲۰۱۳) یک هنرپیشه اهل ایالات متحده آمریکا بود.
از فیلم‌های او، می‌توان به «مگر آنها اسب‌ها را خلاص نمی‌کنند؟» اشاره نمود.